# Baccharoides
Baccharoides es un género de plantas fanerógamas perteneciente a la familia de las asteráceas. Comprende 50 especies descritas y de estas, 45 son sinónimos y el resto está en disputa su aceptación.

## Taxonomía
El género fue descrito por Conrad Moench y publicado en Methodus Plantas Horti Botanici et Agri Marburgensis : a staminum situ describendi 578. 1794.

## Especies
- Baccharoides indica (Less.) Punekar & Vasudeva Rao
- Baccharoides mayurii (C.E.C.Fisch.) Punekar & Vasudeva Rao
- Baccharoides rangacharii (Gamble) Punekar & Vasudeva Rao
- Baccharoides schimperi (DC.) "Isawumi, El-Ghazaly & B.Nord."
- Baccharoides sengaltheriana (Narayana) Punekar & Vasudeva Rao